# Le Roi et le Fermier
Le Roi et le Fermier (El rei i el granger) és una opéra-comique en tres actes amb música de Pierre-Alexandre Monsigny i llibret de Michel-Jean Sedaine, representada per primera vegada al Théâtre-Italien a l'Hôtel de Bourgogne el 22 de novembre de 1762. Clairval va exercir el paper de rei i Joseph Caillot el del granger.
Aquesta peça tracta el mateix tema que Le Roi et le Meunier de Charles Collé, la primera versió de La Partie de chasse de Henri IV, ja que està inspirat en un "conte dramàtic" de Robert Dodsley, Le Roi et le Meunier de Mansfield (1736), que va ser traduït al francès el 1756.